# Думчев, Александр Юрьевич
Александр Юрьевич Думчев (27 октября 1961) — советский гребец, серебряный призёр Олимпийских игр 1988 года в гонках восьмёрок.